# Cupa României 1990-1991
Ediția 1990-1991 a fost a 53-a ediție a Cupei României la fotbal. A fost câștigată de Universitatea Craiova, care a învins-o în finală pe FC Bacău cu scorul de 2-1.

## Șaisprezecimi
| Data              | Echipă gazdă                  |   | Echipă oaspete      | Rezultat   |
| ----------------- | ----------------------------- | - | ------------------- | ---------- |
| 12 decembrie 1990 | Carpați Agnita                | – | Selena Bacău        | 0:1        |
|                   | Unirea Alba Iulia             | – | FC Brașov           | 2:1 (d.p.) |
|                   | Minerul Băița                 | – | Inter Sibiu         | 0:1        |
|                   | Cavalerii Fluierului Bistrița | – | Dacia Unirea Brăila | 2:0        |
|                   | FEPA’74 Bârlad                | – | Petrolul Ploiești   | 6:7 (pen.) |
|                   | Metrom Brașov                 | – | Rapid București     | 4:5 (pen.) |
|                   | CFR-BTA București             | – | Poli Timișoara      | 0:2        |
|                   | Universitatea Cluj            | – | Gloria Bistrița     | 2:1        |
|                   | Electroputere Craiova         | – | Dinamo București    | 0:1        |
|                   | Oțelul Galați                 | – | U Craiova           | 0:1 (d.p.) |
|                   | Foresta Gugești               | – | Farul               | 1:2 (d.p.) |
|                   | Medgidia⁠(d)                   | – | Sportul Studențesc  | 0:3        |
|                   | FC Bihor                      | – | Steaua București    | 2:3 (pen.) |
|                   | Automecanica Reșița           | – | Corvinul            | 1:0        |
|                   | Petrolul Stoina               | – | Argeș Pitești       | 1:2        |
|                   | Mureșul Toplița               | – | Jiul Petroșani      | 3:0        |

## Optimi
| Data              | Oraș                  | Echipă gazdă      |   | Echipă oaspete                | Rezultat   |
| ----------------- | --------------------- | ----------------- | - | ----------------------------- | ---------- |
| 27 februarie 1991 | Brăila                | Steaua București  | – | Petrolul Ploiești             | 1:0        |
|                   | Câmpulung Muscel      | U Craiova         | – | Rapid București               | 3:2 (d.p.) |
|                   | Cluj-Napoca           | Unirea Alba Iulia | – | Cavalerii Fluierului Bistrița | 1:0        |
|                   | Drobeta Turnu Severin | Dinamo București  | – | Poli Timișoara                | 3:1        |
|                   | Gheorgheni            | Selena Bacău      | – | Mureșul Toplița               | 1:0        |
|                   | Lugoj                 | Farul             | – | Arsenal Reșița 1              | 4:0        |
|                   | Râmnicu Vâlcea        | Inter Sibiu       | – | Sportul Studențesc            | 2:1        |
|                   | Sibiu                 | Argeș Pitești     | – | Universitatea Cluj            | 1:0        |

1 Automecanica Reșița și-a schimbat numele în Arsenal Reșița.

## Sferturi
Turul s-a jucat pe 13 martie 1991, iar returul pe 1 mai 1991.
| Gazdă            | Scor    | Oaspete           | Tur   | Retur      |
| ---------------- | ------- | ----------------- | ----- | ---------- |
| Dinamo București | 1:2     | U Craiova         | 1:0   | 0:2 (d.p.) |
| Steaua București | 2:4     | Unirea Alba Iulia | 0:3 2 | 2:1        |
| Farul            | 2:2 (a) | Inter Sibiu       | 2:1   | 0:1        |
| Argeș Pitești    | 2:3     | Selena Bacău      | 2:1   | 0:2        |

2 Steaua București l-a folosit pe Basarab Panduru, jucător suspendat pentru cumulul de cartonașe. FRF anulează rezultatul de 1-1 acordând victoria la masa verde cu -:0 echipei Unirea Alba Iulia.

## Semifinale
Turul s-a jucat pe 27 martie 1992, iar returul pe 3 iunie 1992.
| Gazdă             | Scor | Oaspete      | Tur | Retur |
| ----------------- | ---- | ------------ | --- | ----- |
| Unirea Alba Iulia | 3:4  | U Craiova    | 0:4 | 3:0   |
| Inter Sibiu       | 0:1  | Selena Bacău | 0:0 | 0:1   |

## Finala
| 26 iunie 1991 20:30 | U Craiova      | 2 – 1 | Selena Bacău              | Stadionul Național, București Spectatori: 20.000 Arbitru: Ion Crăciunescu (Râmnicu-Vâlcea) |
| 26 iunie 1991 20:30 | Nicolae Zamfir |       | Vasile Jercălău 53' (pen) | Stadionul Național, București Spectatori: 20.000 Arbitru: Ion Crăciunescu (Râmnicu-Vâlcea) |

| UNIVERSITATEA CRAIOVA: |                     |     |
|                        |                     |     |
| P                      | Florin Prunea       |     |
| F                      | Vasile Mănăilă      |     |
| F                      | Emil Săndoi         |     |
| F                      | Adrian Popescu (c)  |     |
| F                      | Daniel Mogosanu     |     |
| M                      | Gheorghe Ciurea     |     |
| M                      | Ion Olaru           |     |
| M                      | Nicolae Zamfir      |     |
| M                      | Pavel Badea         |     |
| A                      | Adrian Pigulea      | 87' |
| A                      | Roland Agalliu      | 46' |
| Înlocuiri:             |                     |     |
| A                      | Eugen Neagoe        | 46' |
| A                      | Gheorghe Craioveanu | 87' |
| Antrenori:             |                     |     |
| Sorin Cârțu            |                     |     |

| FC BACĂU:      |                       |     |
|                |                       |     |
| P              | Neculai Alexa         | 77' |
| F              | Vasile Jercălău       |     |
| F              | Cornel Fâșic          |     |
| F              | Constantin Arteni     |     |
| F              | Florin Paul Ionescu   |     |
| M              | Gheorghe Burleanu (c) |     |
| M              | Sorin Condurache      | 81' |
| M              | Marius Gireadă        | 78' |
| M              | Florin Gabriel Hodină |     |
| A              | Ionel Giani Capușă    |     |
| A              | Neculai Haidău        |     |
| Înlocuiri:     |                       |     |
| P              | Gheorghe Popa         | 78' |
| M              | Adrian Postolache     | 81' |
| Antrenor:      |                       |     |
| Mircea Nedelcu |                       |     |